# Сусанна Рубінштейн
Сусанна Рубінштейн (20 вересня 1847 — 29 березня 1914) — австрійська психологиня і перша жінка, яка здобула ступінь доктора Бернського університету у Швейцарії.

## Життєпис

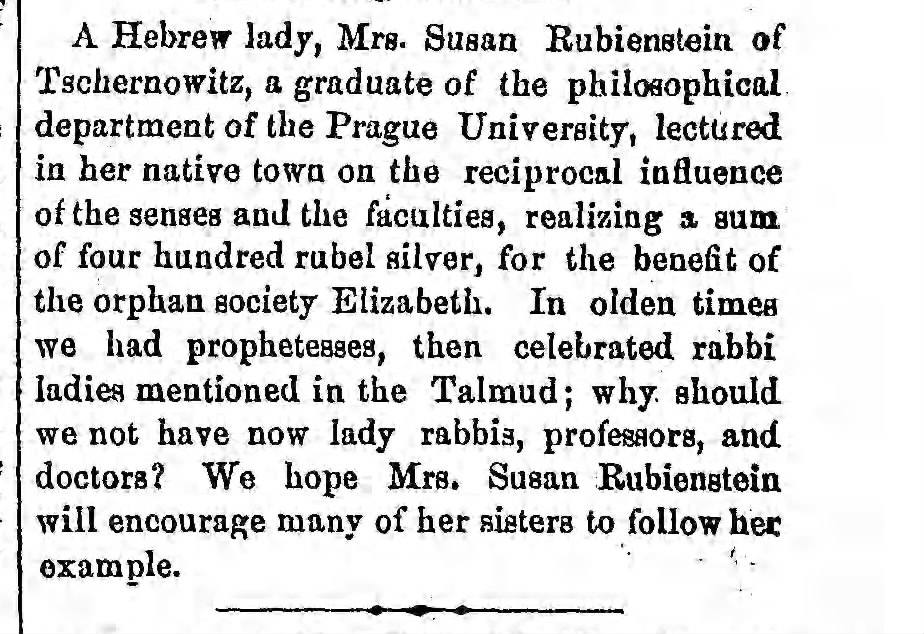
Звіт про Сюзанну Рубінштейн 1871 року в The American Israelite (19 травня 1871 р., сторінка 9)

Рубінштейн народилася в Чернівцях (тоді частина Австрійської імперії, нині Чернівці, Україна) 20 вересня 1847 року в єврейській родині банкіра та парламентаря Ісака Рубінштейна (бл. 1804—1878). Її мати померла, коли вона була маленькою.
Її та її трьох братів і сестер дуже заохочували продовжувати навчання, хоча це був час, коли дівчатам часто відмовляли в такій можливості (середня школа для дівчат була зрештою відкрита в Чернівцях в 1898 році, а жіноча гімназія була створена лише в роки перед Першою світовою війною).
Спочатку її батько влаштував Сусанну брати приватні уроки, але коли прийшов час закінчувати середню школу, вона не змогла скласти необхідні іспити у репетиторів, тому вона зробила це перед академічною комісією середньої школи для хлопчиків.
Сусанна продовжила вивчати психологію та німецьку літературу в Празькому університеті навесні 1870 року, а потім у Лейпцизькому університеті через три роки. Після відмови в допуску до докторської програми в Базелі, Швейцарія, вона вступила до Бернського університету, де в 1874 році здобула ступінь доктора філософії в галузі психології та німецької літератури. Таким чином, вона стала першою жінкою, яка здобула докторський ступінь у Берні. Її дисертація була «Uber die sensoriellen und Sensitiven Sinne» («Про чуттєві та чутливі почуття»).
Здобувши докторський ступінь, Рубінштейн провела рік у Німеччині, відвідавши Лейпциг, Гейдельберг і Мюнхен.
Її робота 1878 року «Psychologisch-Asthetische Essays» («Психологічно-естетичні нариси») була описана як «великий внесок у вивчення людських емоцій». Було перевидано у 2012 році (Nabu Press, ISBN 978-1277814729).
Сусанна Рубінштейн померла 29 березня 1914 року у Вюрцбурзі, Німеччина.

## Вибрані видання
- Psychologisch-ästhetische Essays (Heidelberg, 1878)
- Aus der Innerwelt. Psychologische Studien (Leipzig, 1888)
- Ein individualistischer Pessimist. Beitrag zur Würdigung Philipp Mainländers. (Leipzig, 1894)
- Eine Trias von Willensmetaphysikern. Populär-philosophische Essays. (Leipzig, 1896)
- Schiller-Probleme. (Leipzig, 1908)
- Lexikalischer Schiller-Kommentar (Berlin, 1913)